# Жаке, Жереми
Жереми́ Жаке́ (фр. Jérémy Jacquet; родился 13 июля 2005, Анже) — французский футболист, центральный защитник клуба «Ренн».

## Клубная карьера
Выступал за детско-юношеские команды клубов «Утр Мер дю Буа-л’Аббе» и «Жуанвиль»; в июле 2019 года присоединился к футбольной академии «Ренна». В сентябре 2022 года подписал с клубом свой первый профессиональный контракт. 13 января 2024 года дебютировал в основном составе «Ренна» в матче французской Лиги 1 против «Ниццы».

## Карьера в сборной
Выступал за сборные Франции до 17, до 18 и до 19 лет.